# Nulli nocendum: siquis vero laeserit, multandum simili iure
La locuzione latina Nulli nocendum: siquis vero laeserit, multandum simili iure, tradotta letteralmente, significa non si deve nuocere a nessuno: se qualcuno l'avrà fatto, sarà castigato allo stesso modo. (Fedro)
La Volpe aveva invitato la Cicogna, offrendole in una ciotola una bevanda che quella, data la forma del becco, non poté nemmeno assaggiare. Questa a sua volta invitò la Volpe, e le offrì un intruglio liquido in una bottiglia dal lungo collo, che la Volpe dovette guardare solo dal vetro, mentre la Cicogna beveva allegramente.

Equivale per certi aspetti al nostro "rendere pan per focaccia".